# Гречило Андрій Богданович
Андрі́й Богда́нович Гречи́ло (або Андрій Ґречило; нар. 19 листопада 1963, Львів) — відомий український історик і громадський діяч. Фахівець у галузі спеціальних історичних дисциплін, зокрема геральдики, вексилології, фалеристики, емблематики та сфрагістики. 
Доктор історичних наук. Академік Міжнародної Академії Геральдики (AIH). 
Дійсний член Наукового товариства ім. Шевченка (2015 р.) і голова комісії спеціальних (допоміжних) історичних дисциплін НТШ в Україні. Один із засновників і голова Українського геральдичного товариства.

## Життєпис
Андрій Гречило народився 19 листопада 1963 року в м. Львові у сім'ї медиків.
Навчався з 1970 до 1980 року в Львівській середній школі № 76 імені Ю. Ахунбабаєва.
Закінчив архітектурний факультет Львівського політехнічного інституту (1980 —1985).
Працював архітектором архітектурно-планувальної майстерні № 2 у Львівській філії проєктного інституту «Діпроміст» (пізніше перейменованому в «Укрзахідцивільпроект», а тепер — «Містопроект») у Львові в 1985 —1990 роках.
1990 —1992 — науковий співробітник Археографічної комісії АН України.
Обирався депутатом Львівської міської ради 1-го скликання у 1990 —1994 роках, голова постійної комісії з питань архітектури та будівництва.
З 1992 р. — спершу науковий (1992 —2002), а згодом старший науковий (2002 —2010) і провідний науковий співробітник (з 2010) Львівського відділення Інституту української археографії та джерелознавства ім. М. С. Грушевського НАН України.
1996, 26 вересня — захистив кандидатську дисертацію на тему «Українська міська геральдика: тенденції розвитку» (керівник — проф. Я. Р. Дашкевич).
1999 —2010 — доцент кафедри давньої історії України та спеціальних історичних дисциплін Львівського національного університету ім. І. Франка (за сумісництвом).
2010 —2012 — викладач Українського католицького університету у Львові (за сумісництвом).
У 1992 —1993 рр. — член Комісії Президії Верховної Ради України у питаннях заснування державних нагород. У 1994 —1999 рр. — член Комісії по державних нагородах України при Президентові України. У 2000 —2011 рр. та з 2015 р. — член Комісії державних нагород і геральдики при Президентові України.
У 2004 —2023 рр. — член-кореспондент Міжнародної Академії Геральдики (aih).
2007, 15 лютого — рішенням ВАК України присвоєно вчене звання старшого наукового співробітника зі спеціальності 07.00.06 — історіографія, джерелознавство та спеціальні історичні дисципліни.
2012, 26 січня — захистив докторську дисертацію на тему «Українська територіальна геральдика».
2014 —2017 — член спеціалізованої вченої ради Д 26.228.01 за спеціальністю 07.00.06 — історіографія, джерелознавство та спеціальні історичні дисципліни в ІУАД НАН України.
2023, 17 серпня — обраний академіком Міжнародної Академії Геральдики (AIH).
Один із засновників та голова Українського геральдичного товариства (з 1990 р.).
Брав активну участь у процесах національного відродження (з 1988 р. був членом Української Гельсінської спілки, а також Товариства Лева і Народного Руху), публікував перші дослідження про національні символи у нелегальних виданнях («Поступ», «Скарбниця») та виступав із лекціями на цю тему. 
Редактор вісника «Знак», бюлетеня «Ґардаріки/Garðariki», «Генеалогічних записок» (у 2000—2007 роках виходили як «Генеалогічні записки Українського геральдичного товариства»), «Реєстру особових гербів УГТ», «Корпоративного гербівника УГТ». Входив до складу редколегій журналів «Республіканець» та «Пам'ятки України: історія та культура», на даний час є членом редколегії журналів «Цитаделя» та «Наша спадщина». З 2014 року є учасником проєкту «Лікбез. Історичний фронт».
Брав участь у XVI Міжнародному вексилологічному конгресі (Варшава, 1995) із доповіддю на тему «Сучасне українське муніципальне прапорництво», ХІ Міжнародному колоквіумі (Краків, 1995) з доповіддю на тему «Лев і орел в геральдиці Галицько-Волинської держави», XX Міжнародному вексилологічному конгресі (Стокгольм, 2003) із доповіддю на тему «Сучасні прапори українських регіонів: старі традиції та нові рішення», а також інших конференціях. Виступав з лекціями та доповідями у Канаді, Італії, Польщі, Чехії та інших країнах. 
Андрій Гречило — член нового складу Комісії державних нагород та геральдики з 15 травня 2015 та 13 серпня 2019 року, .
З 2023 — член Експертної комісії Українського інституту національної пам'яті з питань реалізації норм Закону України «Про засудження та заборону пропаганди російської імперської політики в Україні і деколонізацію топонімії».
Брав участь у розробці законопроєктів про державні символи та державні нагороди у складі робочих груп при комітетах Верховної Ради України, Адміністрації Президента України та Міністерстві юстиції України.
У вільний час займається редагуванням Вікіпедії. Автор багатьох статей про Швецію та на геральдичну і вексилологічну тематику.

## Доробок
Андрій Гречило є співавтором малого Державного Герба України (затвердженого 1992 р. Верховною Радою України), автором гербів Львівської архієпархії, Стрийської єпархії УГКЦ та інших єпархій і екзархатів, герба владики Юліяна Ґбура та ще 30-и єпископів, символів Львівського національного університету імені Івана Франка, Івано-Франківської та Чернігівської областей, багатьох районів, міст Львова, Краматорська, Борислава (у 1996—2012 рр.), Трускавця, Ніжина, Синельникового, Оріхова, Кобеляк, Путивля, Почаєва, Волочиська, Заставної, Дубна, Ковеля, Білої Церкви, Жмеринки та ще понад 1000 міст, селищ і сіл України, низки гербів, прапорів, емблем (зокрема — ФК «Карпати» Львів) і лого для різних організацій, навчальних закладів (зокрема — Львівського національного університету імені Івана Франка та його факультетів), установ і акцій, а також особових гербів.
Є автором «Методичних рекомендації з питань геральдики і прапорництва областей, районів, районів у містах та територіальних громад міст, селищ і сіл (територіальні та муніципальні символи)», які спершу були затверджені на конференції УГТ, а 1 червня 2018 року схвалені Комісією державних нагород та геральдики при Президентові України.
У квітні 2001 р. було затверджено офіційну емблему папського візиту. Церковний організаційний комітет з підготовки приїзду Святішого Отця Івана Павла ІІ в Україну остаточно затвердив варіант емблеми пастирського візиту Святішого Отця. Ним став спільний проєкт Андрія Гречила та Вітольда Єрмоловича «„Христос — дорога, правда і життя“, Візит Івана Павла ІІ в Україну — 2001».
Сфера наукових зацікавлень: міська, земельна, державна, організаційна геральдика, сфрагістика, вексилологія та емблематика: джерелознавчий аспект, загальнотеоретичні дослідження та практична реалізація розробок. 
Ініціатор і один з організаторів науково-практичних семінарів «Українофобія як явище та політтехнологія».
Книга «Наш герб. Українські символи від княжих часів до сьогодення» отримала гран-прі Львівського книжкового форуму 2018 року «Book Forum Best Book Award».

## Найважливіші друковані праці
- До питання про національний прапор // Пам'ятки України. — 1989. — № 4.— С. 44-48.
- Земельна геральдика // Пам'ятки України. — 1991. — № 3. — С. 42-46.
- Земельна геральдика України XVII-початку XX ст. // Пам'ятки України: історія та культура. — 1996. — Ч. 2. — С. 42-45.
- Кожному селу — герб і прапор // Голос України. — 1997. — 24 липня.(№ 136). — С. 3.
- Герб міста Києва // Пам’ятки України. — 1997. — № 3. — С. 86—87, 127. [Архівовано 23 вересня 2020 у Wayback Machine.]
- Затвердження гербів міст Правобережної України в 1791—1792 рр. — Київ-Львів, 1997.— 24 с. (ISBN 966-02-0239-3).
- Українська міська геральдика [Архівовано 13 квітня 2019 у Wayback Machine.]. — Київ-Львів, 1998. — 192 с. (ISBN 966-02-0406-X).
- Територіальні символи Галицько-Волинської держави другої половини ХІІІ — початку XIV століть // Записки Наукового товариства імені Шевченка. — Львів, 2000. — Т. 240. — С.255-263.
- Герби міст України (XIV — І пол. ХХ ст.). — К.: Брама, 2001. — 400 с. (ISBN 966-578-085-9). (у співавторстві з Ю. Савчуком і І. Сварником).
- Герби та прапори міст і сіл Рівненської області. — К., Львів, Рівне, 2002. — 72 с. (ISBN 966-02-0407-8). (у співавторстві з Ю. Терлецьким).
- Символи Королівства Галичини і Лодомерії (1772—1918) // До джерел. Збірник наукових праць на пошану Олега Купчинського з нагоди його 70-річчя. — К., Львів, 2004. — Т. І. — С. 538—553.
- Герби та прапори міст і сіл України. Частина 1. — Львів: Друкарські куншти, 2004. — 120 + XLIV с. ілюстр. (ISBN 966-02-0994-0). Всього охоплено 293 населені пункти за абеткою від “А” до “Л”.[9]
- Становлення українських національно-державних символів у 1917—1920 роках // Записки наукового товариства ім. Шевченка. — Львів, 2006. — Т. CCLII. — С. 114—142.
- Сучасна символіка Костопільщини. — Рівне: УГТ, 2006. — 32 с. + 8 кол. с. (у співавторстві з Ю. Терлецьким).
- Сучасні символи областей України. — Київ-Львів, 2008. — 48+VIII с. (ISBN 966-02-3782-0).
- Печатки міста Львова XIV—XVIII ст. — Львів, 2010. — 24 с. (ISBN 978-966-02-5837-2).
- Українська територіальна геральдика. — Львів, 2010. — 280 с. (ISBN 978-966-02-5259-2).
- Бібліографічний покажчик: Грушевський М. Історія України-Руси. — Львів, 2015. — 392 с. (ISBN 978-966-02-7393-1). (укладач).
- Українські територіальні та національно-державні символи // Народження країни. Від краю до держави. Назва, символіка, територія і кордони України / За ред. К. Галушка. – Харків: КСД, 2016. – С. 279-346.
- Наш герб. Українські символи від княжих часів до сьогодення. — Київ: Родовід, 2018. — 400 с. (ISBN 978-617-7482-20-7). (А. Гречило — текст; Б. Завітій — упорядкуваня, загальна редакція).
- Герби та прапори міст і сіл України. Частина 2. — Львів, 2020. — 112 + XLVIII с. ілюстр. (ISBN 978-966-02-3781-0). Всього охоплено 301 населений пункт за абеткою від “М” до “Я”.
- Символи українофобії: матеріали до довідника / Авт. статей: К. Галушко, А. Гречило, М. Чмир; Наук. ред. А. Гречило. НАН України. Інститут історії України, Інститут української археографії та джерелознавства ім. М. С. Грушевського; Українське геральдичне товариство; Громадський проєкт "LIKБЕЗ. Історичний фронт”. — Київ: ТОВ "Юрка Любченка”, 2025. — 264 с.; іл. (ISBN 978-617-8295-69-1).

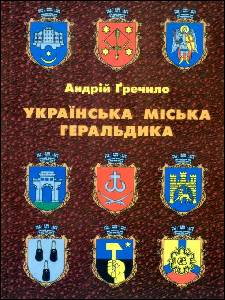
Українська міська геральдика
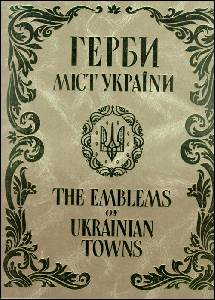
Герби міст України (XIV – І пол. ХХ ст.)
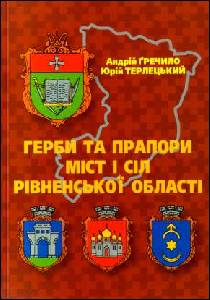
Герби та прапори міст і сіл Рівненської області
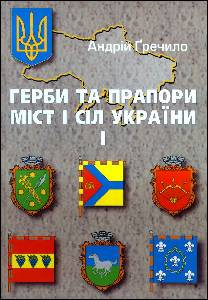
Герби та прапори міст і сіл України (ч. 1)
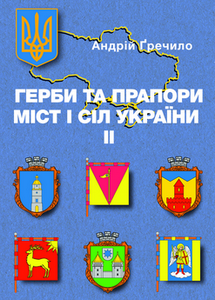
Герби та прапори міст і сіл України (ч. 2)
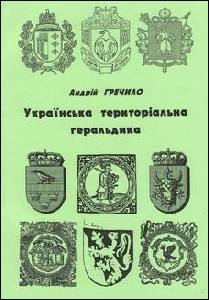
Українська територіальна геральдика
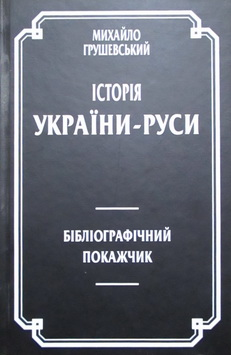
Бібліографічний покажчик: Грушевський М. Історія України-Руси
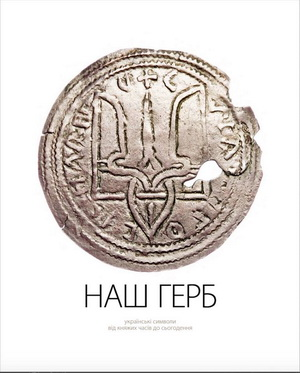
Наш герб. Українські символи від княжих часів до сьогодення

## Нагороди
- 05.05.2009 — орден «За заслуги» третього ступеня[10].
- 09.08.2013 — звання «Fellow of the Federation» (дійсний член федерації) Міжнародної федерації вексилологічних асоціацій (FIAV)[11].
- 19.09.2018 — відзнака «Золотий герб міста Львова»[12].
- 26.09.2018 — відзнака Національної академії наук України «За професійні здобутки»[13].
- 01.11.2018 — відзнака львівського міського голови «100-річчя ЗУНР»[14].
- 14.11.2018 — Почесна грамота Президії Національної академії наук України.
- 23.08.2021 — Подяка львівського міського голови[15].
- 19.11.2021 — Почесна відзнака Львівської обласної ради «30 років незалежності України»[16].
- 12.12.2023 — Почесна грамота Кабінету Міністрів України № 32574.